# Matt Taven
Matthew Marinelli (nacido el 20 de marzo de 1985), conocido por su nombre en el ring Matt Taven, es un luchador profesional estadounidense que actualmente trabaja en All Elite Wrestling (AEW).
Marinelli ha sido una vez campeón mundial al ser Campeón Mundial de ROH. También fue una vez Campeón Mundial Televisivo de ROH, una vez Campeón Mundial Histórico de Peso Wélter de la NWA, dos veces Campeón Mundial en Parejas de ROH con Mike Bennett, dos veces Campeón Mundial en Parejas de Seis-Hombres de ROH con TK O'Ryan & Vinny Marseglia (en una ocasión), una vez Campeón en Parejas de la IWGP con Michael Bennett y también fue ganador de ROH Top Prospect Tournament (2013).
Taven es también el segundo luchador en ganar títulos en ROH, CMLL y NJPW después de Rocky Romero.

## Carrera

### Ring of Honor (2010–2021)

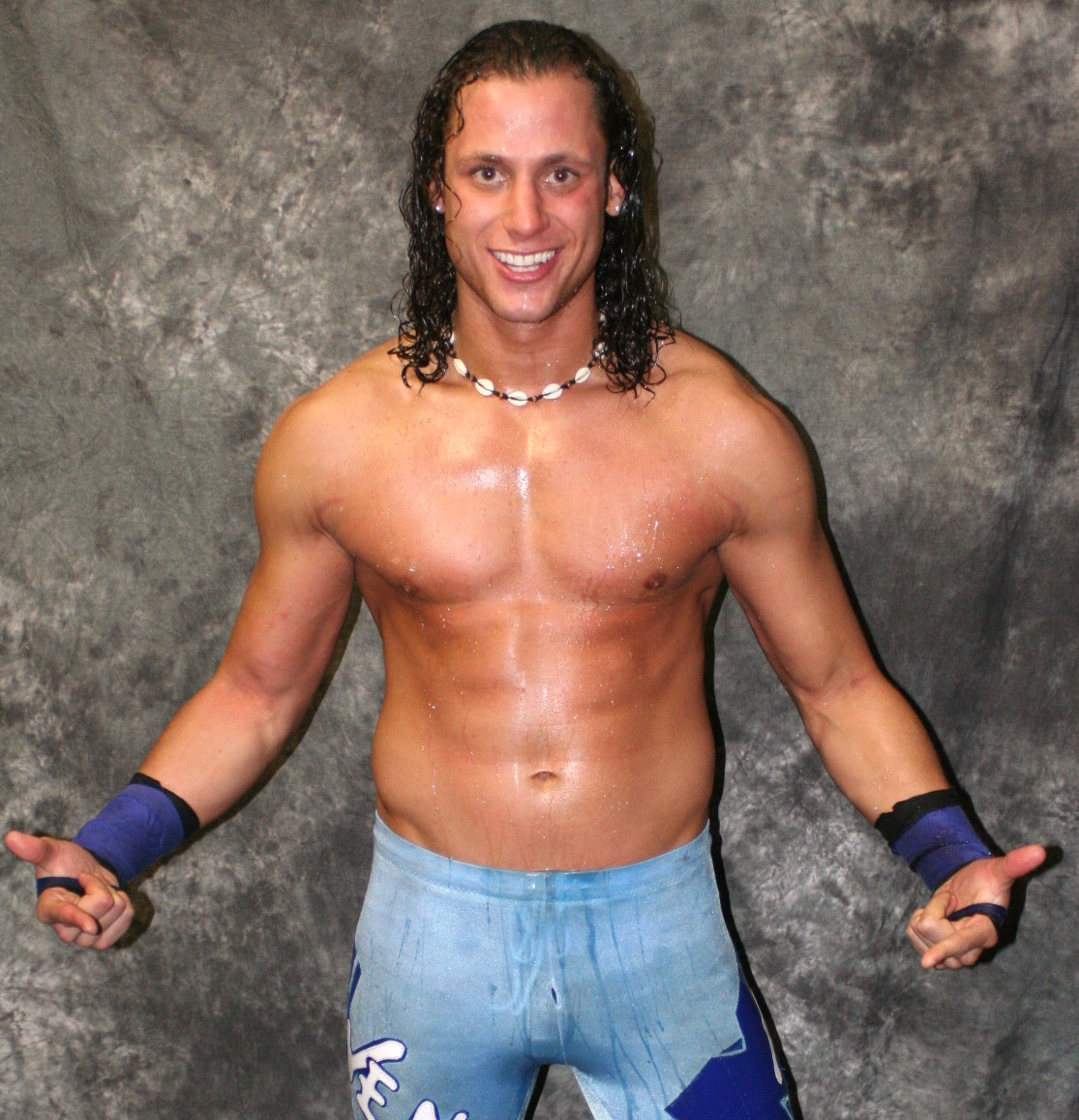
Taven en 2010

Taven compitió en algunos combates por parejas en el transcurso de 2010 y 2011, todos perdiendo esfuerzos. Taven recibió una prueba de Ring of Honor en una grabación de TV en enero de 2012. Desde entonces, ha competido semi-regularmente para la promoción. En ROH Boiling Point el 11 de agosto de 2012, Taven no tuvo éxito en un partido a cuatro bandas, y el ganador recibió un contrato ROH. En el Top Prospect Tournament 2013, Taven ganó.
Con la ayuda del gerente del heel Truth Martini, Taven venció a TaDarius Thomas en la final. Con esa victoria, Taven fue galardonado con un combate del Campeonato Mundial de Televisión de ROH contra Adam Cole en el 11º Aniversario Show de ROH. Taven derrotó a Cole para ganar el Campeonato Mundial de Televisión de ROH en el 11th Anniversary Show, estableciéndose como heel después de que Truth Martini golpeara a Cole en la nuca con el Book of Truth, permitiendo que Taven aplicara el Climax y recogiera el ganador. El 5 de abril en la Supercard of Honor VII, defendió con éxito el título contra Adam Cole y Matt Hardy.
El 6 de abril, defenderá con éxito el título contra ACH. En Border Wars 2013, defendió con éxito el título contra Mark Briscoe. El 22 de junio en Best in the World 2013, Taven defendió con éxito el Campeonato Mundial de Televisión de ROH contra Jimmy Jacobs y Jay Lethal en un Triple threat Match. El 23 de junio, él derrotó a Eddie Edwards para retener el título. El 13 de julio en Reclamation Night derrotó a Kevin Steen.
El 27 de julio, hizo otra defensa de título exitosa contra Brian Fury. El 3 de agosto a las All Star Extravaganza 5, se enfrentó a Roderick Strong en un esfuerzo por perder en la primera ronda del torneo para determinar el nuevo campeón después de que el Campeonato Mundial de ROH que fue vacante. El 20 de septiembre de en Death Before Dishonor XI él combate ante Adrenaline Rush (ACH y TaDarius Thomas) y C&C Wrestle Factory (Caprice Coleman y Cedric Alexander) con Michael Bennett y reDRagon (Bobby Fish y Kyle O'Reilly ) como sus socios. El 21 de septiembre defendió con éxito el título contra Jay Lethal. El 28 de septiembre en A New Dawn, defendió con éxito el título en un partido de tres contra Davey Richards y Roderick Strong. El 5 de octubre en Charm City Challenge, retuvo el título contra Cedric Alexander. El 26 de octubre en Glory by Honor XII, se asoció con reDRagon y Adam Cole en un combate por equipos de eliminación de ocho hombres donde fue eliminado por Michael Elgin. El 2 de noviembre en The Golden Dream, defendió con éxito el título contra Adam Page.
El 15 de noviembre en Pursuit Night, retuvo el título contra Zach Gowen. El 14 de diciembre en Final Battle 2013, Taven perdió el Campeonato Mundial de Televisión de ROH ante Tommaso Ciampa. El reinado de Matt Taven como Campeón Mundial de Televisión fue el más largo en la historia de la compañía en 287 días y acumuló la mayor cantidad de defensas del título en un reinado individual a los 12. En el mejor espectáculo de lucha de ROH Taven despidió a Truth Martini. Más tarde esa noche desafió sin éxito a Tommaso Ciampa para el Campeonato Mundial de Televisión ROH en un partido a tres bandas que también incluyó a Jay Lethal. En el 12° Aniversario, derrotó a Silas Young. El 7 de marzo Raising The Bar Day 1, desafió sin éxito a Adam Cole para el Campeonato Mundial ROH. El 22 de marzo en Flyin 'High, desafió sin éxito a Tommaso Ciampa para el Campeonato Mundial de Televisión de ROH.
Taven luego entró en una pelea con Jay Lethal, desafiándolo sin éxito para el Campeonato Mundial de Televisión de ROH en 3 ocasiones diferentes. El primero fue en un combate de supervivencia en Global Wars 2014 en el que también participaron Tommaso Ciampa y Silas Young. En War of the Worlds formó equipo con ACH y Tommaso Ciampa para derrotar a Forever Hooligans (Alex Koslov y Rocky Romero) y Takaaki Watanabe.
El segundo fue en Best in the World en un combate mano a mano. El último fue en el Campo de Honor el 15 de agosto, donde fue derrotado por Lethal en un combate de Steel Cage luego de la interferencia de Truth Martini. El 19 de agosto de 2014, Taven anunció que había decidido no volver a firmar con ROH y que dejaría la promoción. Este era un ángulo usado para escribir a Taven fuera de la televisión. Hizo su regreso el 27 de septiembre cuando se alineó con The Kingdom y los ayudó a atacar a The Briscoe Brothers, consolidando así su estado a face.

### New Japan Pro Wrestling (2014-2015)
A través de la relación de ROH con NJPW, 23 de noviembre al 5 de diciembre de 2014, Taven y Michael Bennett participó en la World Tag League 2015 de la New Japan Pro Wrestling. El equipo terminó su bloque de round-robin con un registro de cuatro victorias y tres derrotas, sin poder avanzar a la final. Taven y Bennett regresaron a NJPW el 5 de abril de 2015, en Invasion Attack, donde derrotaron a Bullet Club (Doc Gallows y Karl Anderson) para ganar el Campeonato en Parejas de la IWGP. 
El 5 de julio en Dominion 7.5 in Osaka-jo Hall, The Kingdom perdió el Campeonato en Parejas de la IWGP de vuelta al Bullet Club en su primera defensa. Taven y Bennett regresaron a NJPW en noviembre para participar en la World Tag League 2015, donde terminaron con un récord de dos victorias y cuatro derrotas, sin poder avanzar desde su bloque.

### Consejo Mundial de Lucha Libre (2016-2018)
A través de la relación de trabajo de ROH con el Consejo Mundial de Lucha Libre (CMLL), Taven hizo su debut para la promoción mexicana el 9 de septiembre de 2016, que también marcó su regreso de su lesión en la rodilla. El 13 de septiembre, Taven fue derrotado por Rush en Arena México.
Taven regresó a CMLL el 17 de marzo de 2017, desafiando sin éxito a Último Guerrero por el Campeonato Mundial Histórico de Peso Medio de la NWA. El 14 de junio de 2017, CMLL anunció la participación de Taven en el CMLL International Gran Prix 2017.  El 18 de agosto de 2017, Taven con Juice Robinson y Marco Corleone derrotó a Volador Jr., Diamante Azul y Valiente en Arena México.
Taven regresó a CMLL en Homenaje a Dos Leyendas 2018. El 30 de marzo de 2018 derrotó a Volador Jr. para ganar el Campeonato Mundial Histórico de Peso Wélter de la NWA siendo el primer luchador extranjero en ganar el título. El 3 de agosto en Súper Viernes, Taven perdió el título ante Volador Jr. en una revancha titular concluyendo su reinado por 126 días como campeón.
El 14 de septiembre en el 85th Aniversario del CMLL, Taven había hecho equipo con Volador Jr. ante Rush y Bárbaro Cavernario donde apostaban sus cabelleras y salieron derrotados tras la traición de Taven donde al final donde fueron obligados afeitarse sus cabellos.

### Impact Wrestling (2022)
En Hard To Kill, el 8 de enero de 2022, Taven hizo su debut en Impact Wrestling, apareció junto a Maria, Mike Bennett, PCO y Vincent, atacando a Eddie Edwards, Rich Swann, Willie Mack, Heath & Rhino.
El 8 de octubre de 2022, se anunció que Taven, Bennett, Kanellis y Vincent habían dejado Impact Wrestling.

### All Elite Wrestling (2022-presente)
Taven hizo su debut en All Elite Wrestling el 14 de octubre de 2022, episodio de AEW Rampage, junto a Mike Bennett y Maria Kanellis interrumpiendo la celebración de la victoria de FTR y Shawn Spears. El 28 de octubre de 2022, el episodio de Rampage Taven desafió sin éxito al Campeón TNT de AEW Wardlow.

### Regreso a ROH (2023)
Bennett hizo su regreso a ROH el 2 de marzo de 2023, episodio de ROH en Honor Club, donde él y Taven derrotaron a The Infantry (Carlie Bravo y Shawn Dean). En Supercard of Honor el 31 de marzo, The Kingdom completó el combate de escaleras "Reach for the Sky" por el vacante Campeonato Mundiales en Parejas de ROH, que fue ganado por Lucha Brothers (Penta El Zero Miedo y Rey Fénix).

## En lucha
- Movimientos finales

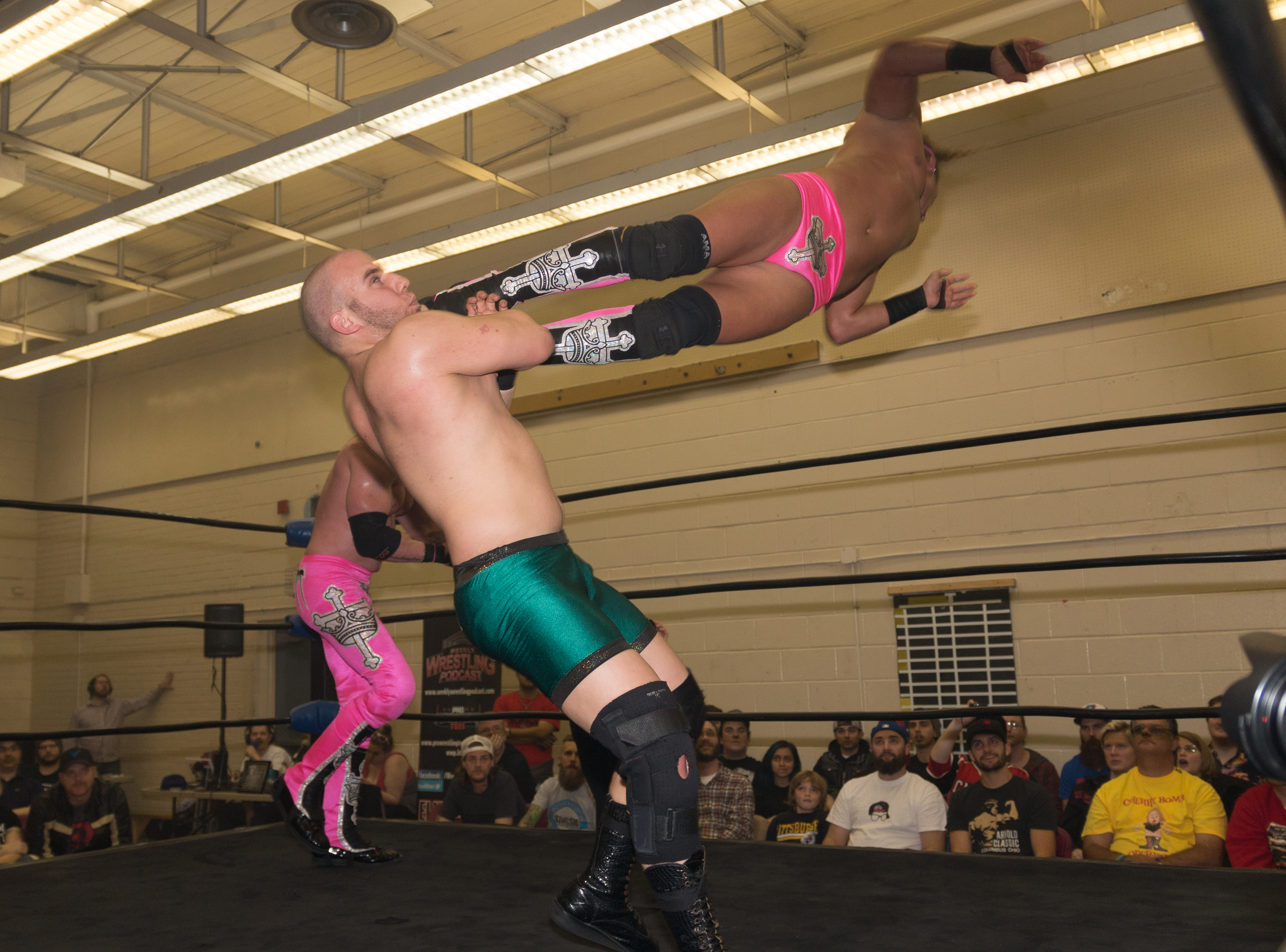
Taven aplicando un missile dropkick sobre Sebastian Suave

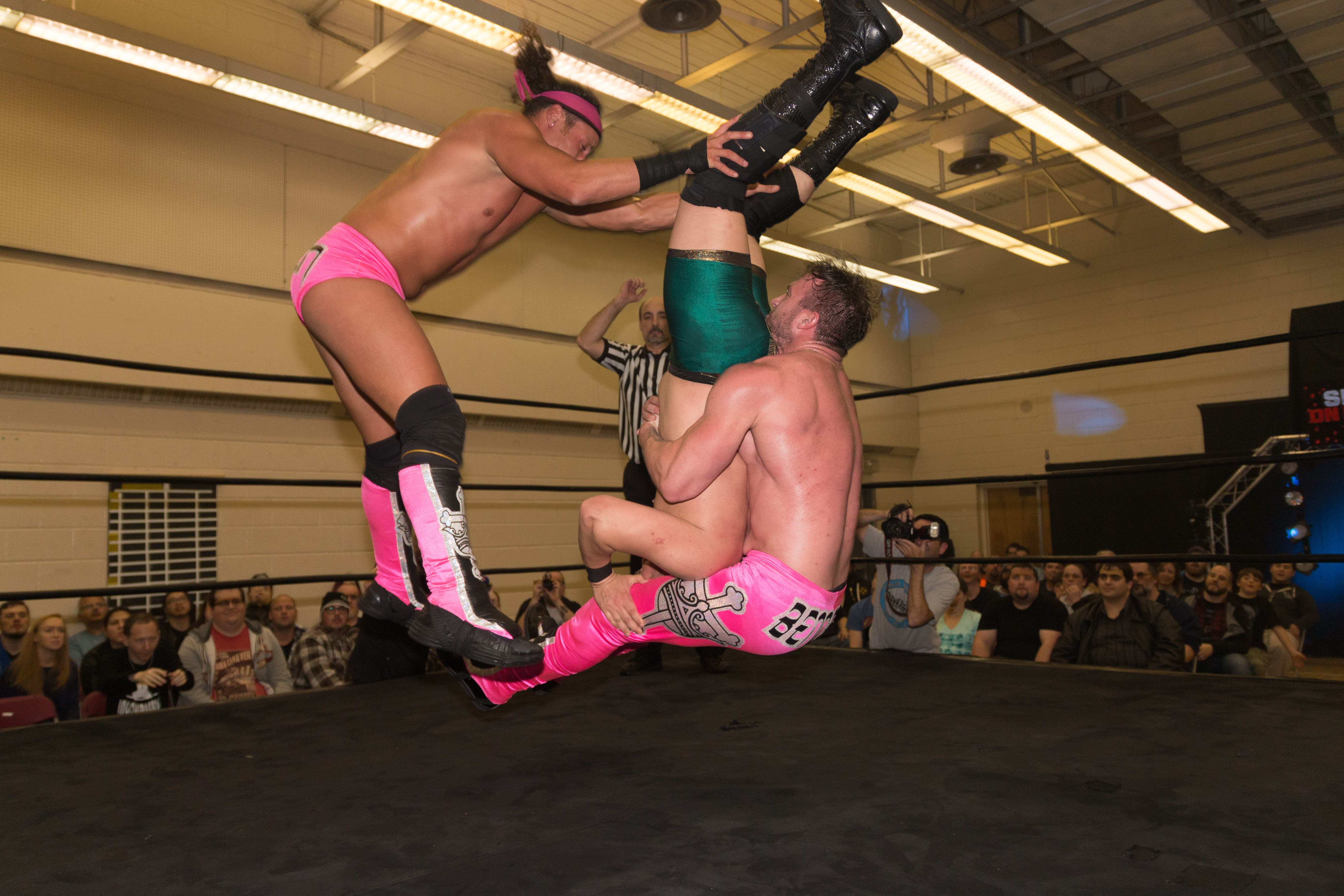
Taven (izquierda) y Michael Bennett aplicándoles un Hail Mary a Sebastian Suave

  - Climax (Arm trap headlock driver)[2][3]
  - Frog splash[4][5]
- Movimientos de firma
  - Running knee strike to a seated opponent
  - Spin kick
- con Michael Bennett
  - Movimiento de Firma en equipo
    - Hail Mary (Aided piledriver)[6]
- Mánagers
  - Kasey Ray
  - Maria Kanellis[7]
  - The Hoopla Hotties (Scarlett Bordeaux, Valerie Malone and Seleziya Sparx)
- Apodos
  - "The Chaotic Idol"
  - "King"
- Tema de entrada
  - "Pretty Handsome Awkward" por The Used
  - "So Unkind" por Voodoo Vegas
  - "The Hoopla" por Lonnie Craigg
  - "Damage" por Medeline

## Campeonatos y logros
- Chaotic Wrestling

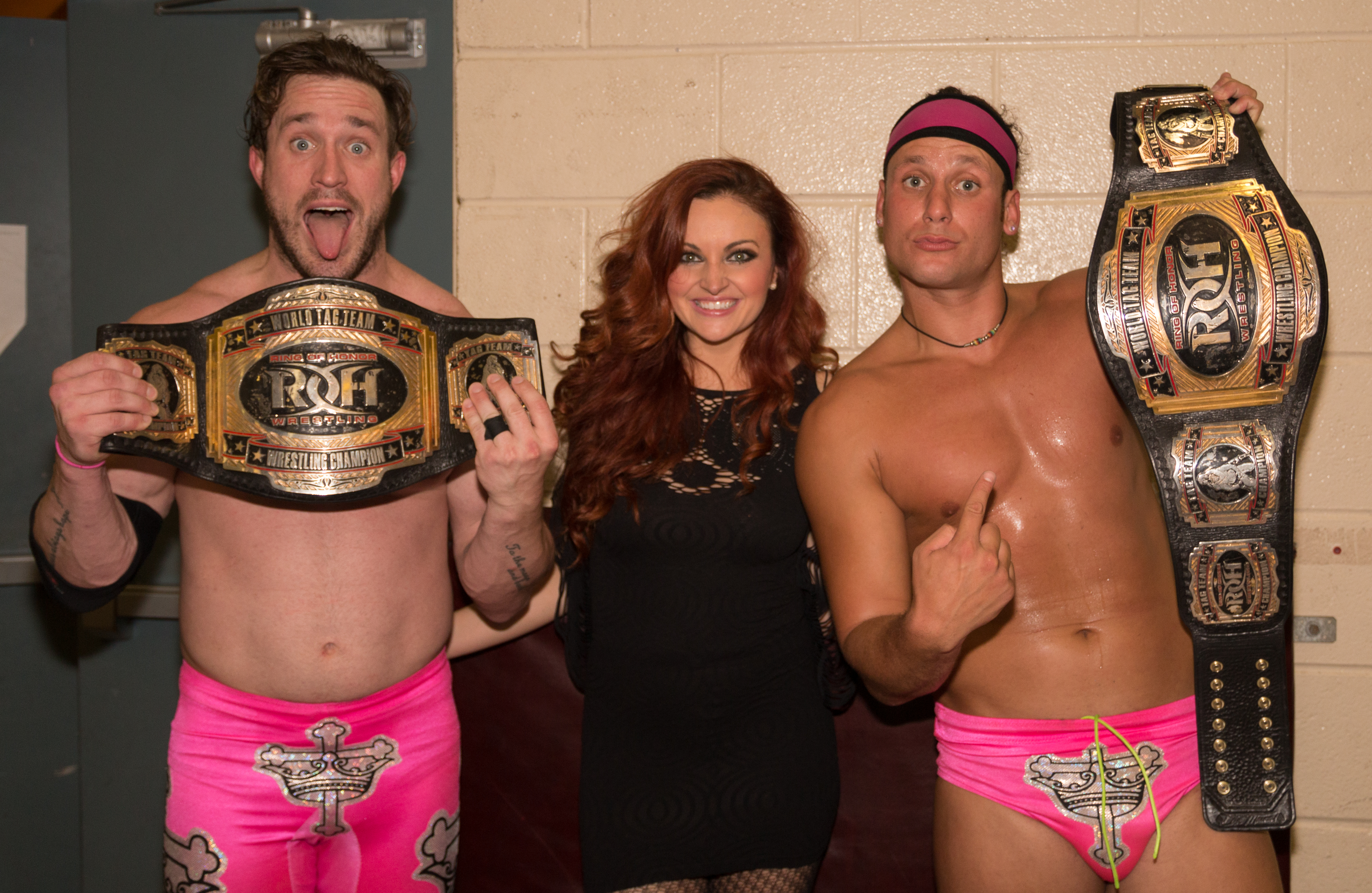
Taven con Michael Bennett y Maria Kanellis, con el Campeonato Mundial en Parejas de ROH.

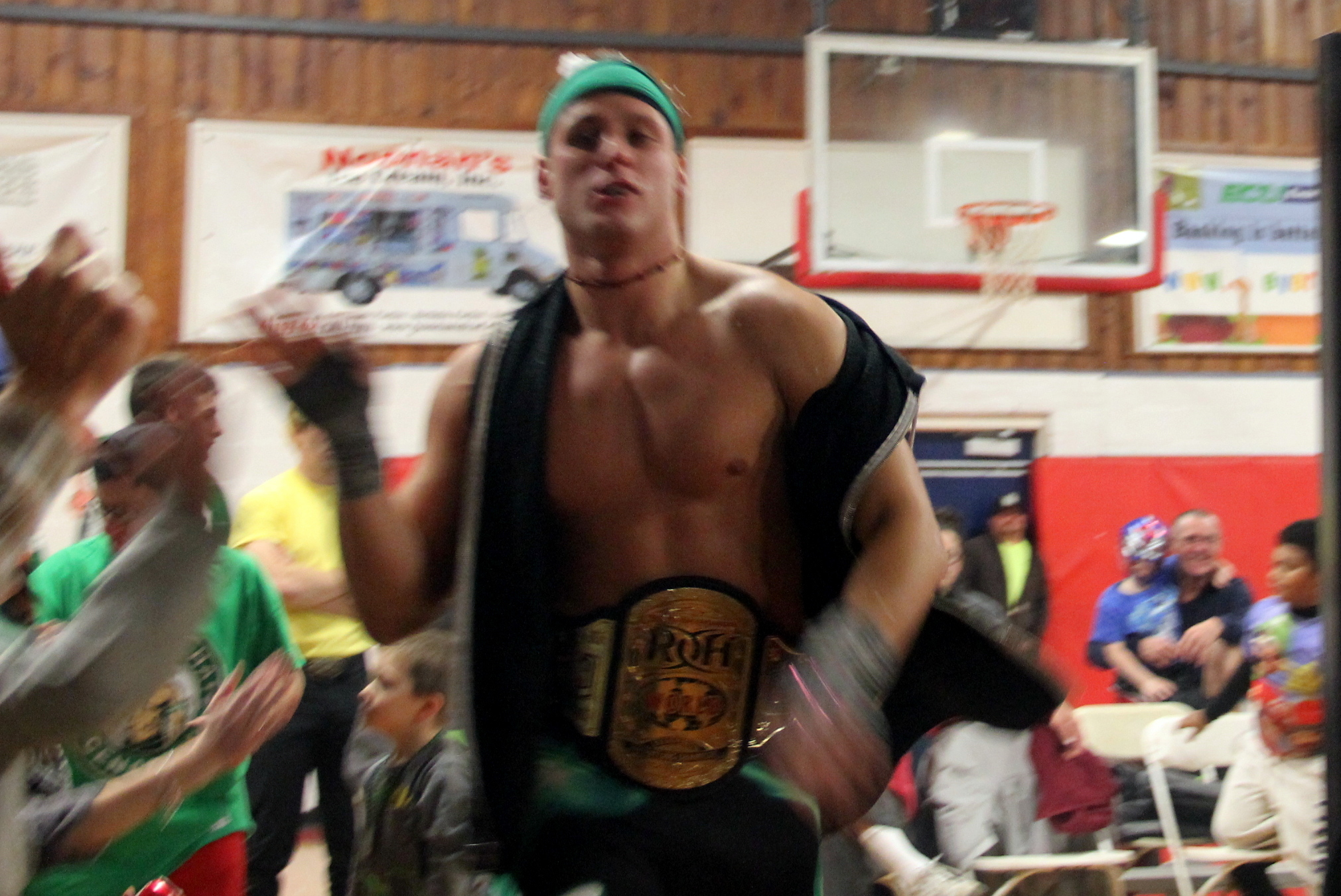
Taven como Campeón Mundial de Televisión de ROH.

  - Chaotic Wrestling New England Championship (2 veces)
  - Chaotic Wrestling Tag Team Championship (1 vez) – con Vinny Marseglia

- Consejo Mundial de Lucha Libre
  - Campeonato Mundial Histórico de Peso Welter de la NWA (1 vez)

- Impact Championship Wrestling
  - ICW Tag Team Championship (1 vez) – con Rhett Titus

- Impact Wrestling
  - Impact World Tag Team Championship (1 vez) – con Mike Bennett

- National Wrestling Alliance
  - NWA On Fire Tag Team Championship (1 vez) – con Julian Starr

- New Japan Pro Wrestling
  - IWGP Tag Team Championship (1 vez) – con Michael Bennett

- Northeast Wrestling
  - NEW Heavyweight Championship (2 veces)

- Pro Wrestling Experience
  - Robbie Ellis Tournament of Super Juniors (1 vez)

- Ring of Honor
  - ROH World Championship (1 vez)
  - ROH World Television Championship (1 vez)
  - ROH World Tag Team Championship (3 veces) – con Mike Bennett
  - ROH World Six-Man Tag Team Championship (2 veces) – con TK O'Ryan & Vinny Marseglia
  - Triple Crown Championship (Quinto)
  - Grand Slam Champion (Segundo)
  - Top Prospect Tournament (2013)
  - ROH Year-End Award (2 veces)
    - Match of the Year (2019) vs. Jay Lethal and Marty Scurll at G1 Supercard[8]
    - Wrestler of the Year (2019)[9]

- Top Rope Promotions
  - TRP Heavyweight Championship (2 veces)

- Pro Wrestling Illustrated
  - Situado en el Nº231 en los PWI 500 de 2011
  - Situado en el Nº93 en los PWI 500 de 2013
  - Situado en el Nº93 en los PWI 500 de 2014
  - Situado en el Nº96 en los PWI 500 de 2015
  - Situado en el Nº186 en los PWI 500 de 2016
  - Situado en el Nº202 en los PWI 500 de 2017

### Lucha de Apuestas
| Ganador                                | Perdedor                              | Lugar            | Evento                    | Fecha                    | Notas |
| -------------------------------------- | ------------------------------------- | ---------------- | ------------------------- | ------------------------ | ----- |
| Rush y Bárbaro Cavernario (cabelleras) | Matt Taven y Volador Jr. (cabelleras) | Ciudad de México | 85th Aniversario del CMLL | 14 de septiembre de 2018 |       |